# Parque Natural Obô do Príncipe
Parque Natural Obô do Príncipe (engl.: Obô Natural Park of Príncipe) ist ein Naturpark in São Tomé und Príncipe. Er erstreckt sich über den Südteil der Insel Príncipe und hat noch eine kleine Exklave im Nordteil der Insel. Er umfasst eine Fläche von 85 km². Er wurde 2006 gegründet und zusammen mit dem Parque Natural Obô de São Tomé bildet er das Hauptschutzgebiet der Insel. 2012 wurde die Insel in die Liste der UNESCO-Biosphärenreservate aufgenommen.

## Geographie
Der Naturpark umfasst zwei geographisch getrennte Areale:
- das Vulkanmassiv im Süden der Insel mit dem Pico do Príncipe und seinen Nebengipfeln und der Insel Floresta de Azeitona[4]
- die Zona Tampão im Norden der Insel[5]

Insgesamt umfasst der Park ungefähr zwei Drittel der Inselfläche. Das Vulkanmassiv der Kamerunlinie erhebt sich bis auf eine Höhe von 928 m. Die unberührten Regenwälder sind für die Forschung kostbar und es gibt vielfältige Wald- und Pflanzengesellschaften.

## Flora und Fauna
Zu den nennenswerten Pflanzen gehört die immergrüne Konifere Afrocarpus mannii. Auch Orchideen, Farne und Moose sind häufig vertreten.
Bedeutende Tierarten sind die Frösche Phrynobatrachus dispar, Leptopelis palmatus, der Skink Feylinia polylepis, die Blindschlange Typhlops elegans, sowie die Falterart Agrotera albalis. Endemisch ist auch eine Unterart der Spitzmausart Crocidura poensis.
28 Vogelarten wurden ermittelt, von denen mehrere Arten endemisch sind und vier weltweit selten. Nennenswert sind die Vogelarten Prinzendrossling (Dohrn’s thrush-babbler – Horizorhinus dohrni), Príncipezwergfischer (Príncipe kingfisher – Alcedo nais), Prinzenglanzstar (Lamprotornis ornatus) und die Príncipe-Drossel (Príncipe thrush – Turdus xanthorhynchus) sowie der Graupapagei (Psittacus erithacus).